# نیروگاه قدس سمنان
نیروگاه سیکل ترکیبی قدس سمنان معروف به نیروگاه شهید باکری (استان سمنان، کیلومتر ۱۰ بزرگراه سمنان - دامغان، بهره‌برداری دی 1390)، یکی از نیروگاه‌های ایران از نوع سیکل ترکیبی با ظرفیت تولید 324مگاوات است که شامل ۲ واحد گازی 162مگاواتی تحت بهره برداری می باشد. 
ساختگاه نیروگاه سمنان در زمینی به مساحت 100هکتار در کیلومتر 10 جاده سمنان-دامغان واقع شده است .ارتفاع این ساختگاه از سطح دریا 1248متر میباشد.
کارفرمای طرح سازمان توسعه برق ایران ، مشاور شرکت مهندسی قدس نیرو و پیمانکار اصلی شرکت مپنا میباشد.عرصه احداث نیروگاه در سال 1387 به پیمانکار تحویل و فعالیتهای اجرایی در اسفند ماه همان سال در سایت آغاز گردید.نیروگاه گازی سمنان متشکل از دو واحد گازی هر یک به ظرفیت 162مگاوات ودر مجموع 324مگاوات و با راندمان 33.8 درصد در شرایط ایزو در نظر گرفته شده است سوخت اصلی واحدها گاز طبیعی است که توسط خط لوله تامین میگردد حداکثر مصرف گاز نیروگاه در صورت تولید بار کامل هر دو واحد برابر 100000 متر مکعب بر ساعت خواهد بود .سوخت دوم واحدها گازوئیل است که هم بصورت حمل با تانکر و ذخیره در 5 مخزن 20000متر مکعبی و هم بصورت خط لوله (از سال 1393) توسط شرکت ملی پخش فرآورده های نفتی تامین میشود.حداکثر مصرف گازوئیل نیروگاه برابر 90000 لیتر بر ساعت است.
در راستای تحقق برنامه چشم انداز 20 ساله در واگذاری نیروگاه ها به بخش خصوصی، نیروگاه سمنان ابتدا به شرکت گهر انرژی سیرجان به صورت اقساط 5 ساله واگذار گردید که پس از تکمیل اقساط تسهیلات در سال 1396، به هلدینگ پویا انرژی نگین سیز خاور میانه واگذار گردید.مدتی بعد در تاریخ 1397/12/18  با تشکیل شرکت مولد برق نیروگاهی سامان سمنان(سهامی خاص) با کد شناسه ملی 14008210382 و شرکت مدیریت بهره برداری و تولید انرژی ساسان (سهامی خاص)با کد شناسه ملی شناسه ملی 14007701518 تاسیس شد ، مالکیت نیروگاه به شرکت سامان و بهره برداری از آن با ترک تشریفات به شرکت ساسان اعطا گردید. مدیر عامل شرکت مولد برق نیروگاهی سامان سمنان آقای مهندس سید حسین طبسی، و مدیر عامل شرکت مدیریت بهره برداری و تولید انرژی ساسان آقای مهندس سوران الماسی و مدیریت نیروگاه شهید باکری سمنان آقای مهندس داود  غلامی سرخه میباشند.
ظرفیت فعلی این نیروگاه 324 مگاوات است و بخش بخار و سیکل ترکیبی آن هنوز احداث نگردیده است.
از ابتدای سال 1401 ساخت واحد های 3 و 4 گازی آغاز شد که تا مرداد ماه واحد 3 به بهره برداری رسید و واحد 4 هنوز در حال ساخت است
سوخت این نیروگاه گاز طبیعی و سوخت پشتیبان نفت گاز (گازوئیل) است.
سطح ولتاژ پست برق نیروگاه ۴۰۰ کیلوولت است.

## هزینه ساخت نیروگاه
هزینه ساخت این نیروگاه بالغ بر 400 میلیارد تومان بوده‌است و برای توسعه آن نیاز به سرمایه‌گذاری 250 میلیارد تومانی است.